# Сент-Винсент и Гренадины на летних Олимпийских играх 2004
Сент-Винсент и Гренадины принимала участие в Летних Олимпийских играх 2004 года в Афинах (Греция) в пятый раз за свою историю, но не завоевала ни одной медали. 